# MAL2
MAL2 (англ. Mal, T-cell differentiation protein 2 (gene/pseudogene)) – білок, який кодується однойменним геном, розташованим у людей на короткому плечі 8-ї хромосоми. Довжина поліпептидного ланцюга білка становить 176 амінокислот, а молекулярна маса — 19 125.
| 10         |  | 20         |  | 30         |  | 40         |  | 50         |
| ---------- |  | ---------- |  | ---------- |  | ---------- |  | ---------- |
| MSAGGASVPP |  | PPNPAVSFPP |  | PRVTLPAGPD |  | ILRTYSGAFV |  | CLEILFGGLV |
| WILVASSNVP |  | LPLLQGWVMF |  | VSVTAFFFSL |  | LFLGMFLSGM |  | VAQIDANWNF |
| LDFAYHFTVF |  | VFYFGAFLLE |  | AAATSLHDLH |  | CNTTITGQPL |  | LSDNQYNINV |
| AASIFAFMTT |  | ACYGCSLGLA |  | LRRWRP     |  |            |  |            |

A: Аланін

C: Цистеїн

D: Аспарагінова кислота

E: Глутамінова кислота

F: Фенілаланін

G: Гліцин

H: Гістидин

I: Ізолейцин

L: Лейцин

M: Метіонін

N: Аспарагін

P: Пролін

Q: Глутамін

R: Аргінін

S: Серин

T: Треонін

V: Валін

W: Триптофан

Локалізований у клітинній мембрані, цитоплазмі, мембрані.